# قضاء بشري
قضاء بشري هو أحد أقضية محافظة الشمال الثمانية، يقع على الجانب الغربي لجبل المكمل، أعلى جبال لبنان وينحدر من أعلى قممه باتجاه الغرب حتى تستقر حدوده الجغرافية على علو 1800 متر عن سطح البحر. يحده من الشمال قضائي زغرتا والضنية ومن الشرق قضاء بعلبك ومن الجنوب قضاء البترون ومن الغرب قضاء الكورة. منطقة بشّري هي في الغالب مسيحية مارونية. خمسة من القديسين المُعترف بهم من قبل الكنيسة الكاثوليكية هم من هذه المنطقة. أبرزهم القديس مار شربل من بقعكفرا. كما كان الكاتب جبران خليل جبران أصلاً من بشري، رغم أنه قضى معظم حياته في الولايات المتحدة الأمريكية. شارك قضاء بشري بمهرجان السياحة الدولية الذي نظّمته مدينة لوغانو السويسرية بين 15 و19 نيسان 2009، وفاز بجائزة السياحة الدولية للمواقع الطبيعية.
يقدر عدد سكان القضاء بحوالي 32،000 نسمة ، أي ما يعادل 0.86 ٪ من مجموع سكان لبنان ، ينتشرون في أكثر من 21 بلدة، 11 منها تنتخب مجالس بلدية. في الانتخابات البلدية الأخيرة عام 2004 ، كان عدد السكان المقيمين في قضاء بشري 13371 نسمة، وعدد السكان المسجلين 56358 نسمة، بينهم 36631 ناخبا.

## البلدات
يضمّ قضاء بشري في محافظة الشمال ٢١ بلدة:
- الديمان
- المغر وبلا
- بان
- برحليون
- بريسات
- بزعون
- بشري
- بقاعكفرا
- بقرقاشا
- بلوزا
- بيت منذر
- حدث الجبة
- حدشيت
- حصرون
- طورزا
- عبدين
- قنات
- قنيور
- مزرعة بني صعب
- مزرعة عساف
- وادي قنوبين

## مواقع خارجية
- مركز المعلوماتية للتنمية الحلية نسخة محفوظة 1 فبراير 2009 على موقع واي باك مشين.